# Staffan Aspelin
Staffan Aspelin, född 25 november 1927, död 26 april 2017, var en finlandssvensk regissör. Han har verkat vid bland annat Göteborgs Stadsteater och Radioteatern. Han var från 1955 till sin död gift med skådespelaren Margaretha Löwler.
Han utbildade sig vid elevskolan på Svenska Teatern i Helsingfors 1946–1948. Han var gästregissör vid Volkstheater i Rostock 1958 och vid Dramaten 1965.

## Karriär
- Anställd hos Svenska Teatern i Helsingfors 1948-1950.
- Chef för Borgå teater 1950-1951.
- Regissör vid Åbo Svenska Teater 1952-1956.
- Regissör vid Svenska Teatern i Helsingfors 1956-1957.
- Regissör vid Göteborgs Stadsteater 1959-1978.

## Teater

### Regi (ej komplett)
| År   | Produktion                                                    | Upphovsmän                                                   | Teater                                 |
| ---- | ------------------------------------------------------------- | ------------------------------------------------------------ | -------------------------------------- |
| 1959 | Plötsligt i somras Suddenly Last Summer                       | Tennessee Williams                                           | Göteborgs stadsteater                  |
| 1959 | Gisslan The hostage                                           | Brendan Behan Översättning Jan-Olof Olsson och Alf Henrikson | Göteborgs stadsteater                  |
| 1960 | Agamemnon Ἀγαμέμνων, Agamemnōn                                | Aischylos                                                    | Göteborgs stadsteater 15 november 1960 |
| 1961 | Gengångare Gengangere                                         | Henrik Ibsen                                                 | Göteborgs stadsteater 16 mars 1961     |
| 1961 | Nattkyparen                                                   | Vilhelm Moberg                                               | Göteborgs stadsteater 28 april 1961    |
| 1962 | Kattorna                                                      | Walentin Chorell                                             | Göteborgs stadsteater                  |
| 1962 | Den goda människan från Sezuan Der gute Mensch von Sezuan     | Bertolt Brecht                                               | Göteborgs stadsteater 9 november 1962  |
| 1963 | Sorgen och ingenting                                          | Bengt Bratt                                                  | Göteborgs stadsteater 31 augusti 1963  |
| 1965 | Glasmenageriet The Glass Menagerie                            | Tennessee Williams                                           | Dramaten 27 mars 1965                  |
| 1967 | Räddad Saved                                                  | Edward Bond                                                  | Göteborgs stadsteater                  |
| 1969 | Den smala vägen mot djupan nord Narrow Road to the Deep North | Edward Bond                                                  | Göteborgs stadsteater                  |
| 1970 | Yvonne Iwona, księżniczka Burgunda                            | Witold Gombrowicz                                            | Göteborgs stadsteater                  |

## Radioteater

### Regi
| År   | Produktion                          | Upphovsmän                                   |
| ---- | ----------------------------------- | -------------------------------------------- |
| 1959 | Vägglusen клоп, Klop                | Vladimir Majakovskij                         |
| 1960 | Han som sålde sin fru Wife for Sale | David Tutaev Översättning Sigvard Mårtensson |